# Elżbieta Mikuś
Elżbieta Mikuś-Lupa – polska reżyserka dubbingu i realizator dźwięku. Współpracuje głównie ze studiem Master Film.

## Reżyseria dubbingu
- 2015: Make It Pop
- 2015: Bella i Buldogi
- 2015: 100 rzeczy do przeżycia przed liceum
- 2013: Tom i Jerry: Magiczna fasola
- 2013: Scooby-Doo! Wyprawa po mapę skarbów
- 2013: The Looney Tunes Show (odc. 31-44)
- 2012: Sylwester i Tweety na tropie (dubbing z 2012 roku)
- 2011: Batman: Odważni i bezwzględni (odc. 40-52)
- 2010: Brygada
- 2010: Batman (1992) (odc. 100-103)
- 2006-2008: Śladem Blue
- 2006-2008: Lola i Virginia
- 2004-2008: Batman (odc. 1-26, 40-65)

## Dźwięk
- 2014: Paddington
- 2011: Tess kontra chłopaki
- 2007-2010: Kudłaty i Scooby Doo na tropie (odc. 1-7, 14-26)
- 2007: Kacze opowieści
- 2005: Zebra z klasą
- 2005: Lassie
- 2004-2008: Batman (odc. 1-26, 40-65)
- 2004-2006: Brenda i pan Whiskers
- 2003-2007: Radiostacja Roscoe (odc. 1-26)
- 2002-2007: Kim Kolwiek
- 2002-2005: Looney Tunes: Maluchy w pieluchach
- 2002: Kotopies (odc. 1-8, 11, 13, 15-18, 21, 24-25)
- 2001: W pustyni i w puszczy
- 2001: W pustyni i w puszczy (film)
- 1999: Stuart Malutki
- 1998: Bibi Blocksberg
- 1998: Srebrny Surfer
- 1998: Flintstonowie
- 1997: Byli sobie odkrywcy
- 1995: Kosmiczny mecz
- 1995: Jeszcze bardziej zgryźliwi tetrycy
- 1994: Scooby Doo i baśnie z tysiąca i jednej nocy
- 1994: Siostro, moja siostro
- 1993-1995: Animaniacy
- 1991: Powrót króla rock and „rulla”
- 1988-1993: Hrabia Kaczula
- 1987: Dzielny mały Toster
- 1985-1988: M.A.S.K.
- 1985-1988: Troskliwe misie
- 1983: Nowy Scooby i Scrappy Doo
- 1980: Figle z Flintstonami